# Minhas Canções na Voz dos Melhores - Volume 4
Minhas Canções na Voz dos Melhores - Volume 4 é o quarto álbum da série Minhas Canções na Voz dos Melhores, promovida pela gravadora Graça Music.
O disco reúne catorze composições de R. R. Soares com a colaboração de outros compositores e interpretadas por vários artistas do segmento evangélico. A obra reuniu as participações de Thalles Roberto, Trazendo a Arca, Mariana Valadão, Bruna Olly, Soraya Moraes, Banda e Voz, Sandro Nazireu, Fabiano Motta, Fernandes Lima, Joe Vasconcelos, DiscoPraise, Rafael Araújo, Michele Borges e David Fantazzini. A obra reuniu vários produtores e arranjadores, mas Toney Fontes foi o responsável por masterizar o trabalho.

## Faixas
Todas as letras escritas por R. R. Soares. 
| N.º            | Título                      | Compositor(es)                              | Artista          | Duração |  |
| 1.             | "Escrita pelo Dedo de Deus" | R. R. Soares e Thalles Roberto              | Thalles Roberto  | 7:55    |  |
| 2.             | "Jesus, quero Santidade"    | R. R. Soares e Anderson Freire              | Bruna Olly       | 4:12    |  |
| 3.             | "Mostre o Teu Amor"         | R. R. Soares, Soraya Moraes e Marco Moraes  | Soraya Moraes    | 4:32    |  |
| 4.             | "Ele Reina"                 | R. R. Soares e Emerson Pinheiro             | Joe Vasconcelos  | 4:05    |  |
| 5.             | "Deus Cuidará de Mim"       | R. R. Soares, Natan Brito e Jolce Brito     | Banda e Voz      | 4:39    |  |
| 6.             | "Ele Veio"                  | R. R. Soares e Leandro Aguiari              | David Fantazzini | 5:43    |  |
| 7.             | "Puro Amor"                 | R. R. Soares e Emerson Pinheiro             | Rafael Araújo    | 4:11    |  |
| 8.             | "Eu Descobri"               | R. R. Soares e DiscoPraise                  | DiscoPraise      | 3:10    |  |
| 9.             | "Fuja"                      | R. R. Soares e Emerson Pinheiro             | Fernandes Lima   | 4:40    |  |
| 10.            | "Armadilha de Dalila"       | R. R. Soares e André Lima                   | Fabiano Motta    | 4:17    |  |
| 11.            | "Grande Senhor"             | R. R. Soares e Ana Paula Valadão            | Mariana Valadão  | 4:45    |  |
| 12.            | "A Jesus Seguirei"          | R. R. Soares, Luiz Arcanjo e Ronald Fonseca | Trazendo a Arca  | 4:22    |  |
| 13.            | "O meu Deus é Maior"        | R. R. Soares e Carlos Blancko               | Michele Borges   | 5:12    |  |
| 14.            | "Veja Bem"                  | R. R. Soares e Anderson Freire              | Sandro Nazireu   | 3:12    |  |
| Duração total: | Duração total:              | Duração total:                              | Duração total:   | 65:01   |  |